# Mazur Karczew
Mazur Karczew – polski klub piłkarski z siedzibą w Karczewie, założony w 1942, występujący w IV lidze gr. mazowieckiej.

## Informacje ogólne
- Pełna nazwa: Ludowy Klub Sportowy Mazur Karczew
- Rok założenia: 1942
- Barwy klubowe: zielono-biało-czerwone
- Adres: ul. Trzaskowskich 1, 05-480 Karczew
- Drużyny: Mazur Karczew, Mazur II Karczew

## Stadion
Stadion Ludowy, Karczew, ul. Ludwika i Jana Trzaskowskich 1.
- pojemność: 750 miejsc siedzących
- oświetlenie: brak
- wymiary boiska: 105 m x 65 m
- Ceny biletów: 7 zł (5 zł ulgowe, 0 zł kobiety i dzieci)[1]

## Sukcesy
- Występy w III lidze: (do 2008 roku III szczebel rozgrywkowy, po 2008 roku IV szczebel rozgrywkowy): 1957-62/63 (4.miejsce III Ligi w sezonie 1959), 1969/70, 1996/97-97/98, 2008/09-2013/14
- 1/8 finału Pucharu Polski w sezonie 1963/1964

## Sezon po sezonie
| Sezon   | Liga                                    | Pozycja | Punkty | Bramki | Uwagi                                                           |
| ------- | --------------------------------------- | ------- | ------ | ------ | --------------------------------------------------------------- |
| 2001/02 | IV liga (gr. mazowiecka: południe)      | 11      | 35     | 39:50  | spadek                                                          |
| 2002/03 | Mazowiecka Liga Seniorów (gr. południe) | 6       | 40     | 38:48  |                                                                 |
| 2003/04 | V liga (gr. mazowiecka: południe)       | 1       | 72     | 78:22  | awans                                                           |
| 2004/05 | IV liga (gr. mazowiecka)                | 9       | 51     | 64:50  |                                                                 |
| 2005/06 | IV liga (gr. mazowiecka)                | 3       | 64     | 51:33  |                                                                 |
| 2006/07 | IV liga (gr. mazowiecka)                | 12      | 41     | 40:42  |                                                                 |
| 2007/08 | IV liga (gr. mazowiecka)                | 5       | 64     | 52:25  | reforma rozgrywek                                               |
| 2008/09 | III liga (gr. łódzko-mazowiecka)        | 6       | 48     | 34:24  |                                                                 |
| 2009/10 | III liga (gr. łódzko-mazowiecka)        | 6       | 47     | 41:30  |                                                                 |
| 2010/11 | III liga (gr. łódzko-mazowiecka)        | 12      | 35     | 33:34  |                                                                 |
| 2011/12 | III liga (gr. łódzko-mazowiecka)        | 12      | 35     | 33:34  |                                                                 |
| 2012/13 | III liga (gr. łódzko-mazowiecka)        | 11      | 34     | 32:37  |                                                                 |
| 2013/14 | III liga (gr. łódzko-mazowiecka)        | 20      | 18     | 22:78  | spadek                                                          |
| 2014/15 | IV liga (gr. mazowiecka: południe)      | 5       | 62     | 60:35  |                                                                 |
| 2015/16 | IV liga (gr. mazowiecka: południe)      | 5       | 56     | 73:47  |                                                                 |
| 2016/17 | IV liga (gr. mazowiecka: południe)      | 4       | 65     | 57:38  |                                                                 |
| 2017/18 | IV liga (gr. mazowiecka: południe)      | 2       | 62     | 66:35  |                                                                 |
| 2018/19 | IV liga (gr. mazowiecka: południe)      | 7       | 48     | 50:52  |                                                                 |
| 2019/20 | IV liga (gr. mazowiecka: południe)      | 11      | 15     | 19:23  | sezon przedwcześnie skończony z powodu zagrożenia epidemicznego |
| 2020/21 | IV liga (gr. mazowiecka: Warszawa)      | 6       | 28     | 39:41  |                                                                 |
| 2021/22 | IV liga (gr. mazowiecka II)             | 8       | 47     | 68:55  |                                                                 |
| 2022/23 | IV liga (gr. mazowiecka)                | 9       | 49     | 60:44  |                                                                 |
| 2023/24 | IV liga (gr. mazowiecka)                | 14      | 35     | 47:40  | spadek                                                          |
| 2024/25 | V liga (gr. mazowiecka II)              | 1       |        |        | awans                                                           |

| Oznaczenie kolorami |
| ------------------- |
| IV poziom ligowy    |
| V poziom ligowy     |
| VI poziom ligowy    |